# 우리법 연구회
우리법 연구회는 1988년 6·29 선언 후에도 제5공화국의 사법부 수뇌부가 유임되어 발생한 2차 사법파동으로 창립된 대한민국의 진보 성향의 판사들의 모임이다. 현재 문형배 헌법재판소장 권한대행이 회장을 맡고 있다. 2010년 양승태 대법원장 취임 후 연구회가 사실상 해체되었으나, 그중 일부 인사들은 국제인권법연구회에 소속되어 학술 활동을 이어나가고 있다.

## 창립
창립 회원은 당시 판사로 있던 김종훈, 강금실, 강신섭 (현 법무법인 세종 변호사), 오진환 (사시21회·현 세계종합법무법인 변호사), 유남석 (현 광주고법원장), 박윤창 (현 법무법인 일호 변호사), 이광범 (현 법무법인 LKB 대표변호사) 등 판사 7명과 사법 연수원 수료 후 바로 개업한 박종술 (사시27회·현 법무법인 북부합동법률사무소 변호사), 이태화 (사시24회·변호사), 이양원 (사시24회·현 법무법인 부천종합법률사무소 대표 변호사) 등 3명의 변호사다.

## 노무현 정부
전체 회원이 140여 명으로 박시환 대법관, 강금실 전 법무부 장관, 김종훈 전 대법원장 비서실장, 박범계 전 법무비서관 등이 노무현 정부 시절 요직에 발탁되어 판사들의 정치 사조직이 아니냐는 평을 받았다.

## 촛불 재판 배당
2008년에 있었던 촛불 집회 관련 재판의 배당에 대하여 문제를 제기했던 이정렬 서울동부지법 판사와 송승용 (35ㆍ사시39회) 울산지법 판사도 우리법 연구회 회원이다.

## 논란
2010년 국회에서 폭력을 행사한 혐의로 기소됐던 강기갑 의원이 무죄판결을 받은데 대한 논란이 거세지던 가운데 이 판결을 내린 판사가 우리법연구회에 속하지 않았음에도 우리법연구회가 이념편향적인 재판 결과의 원인이라는 보수진영 측의 주장이 지속되고 있다. 우리법 연구회는 노무현 정부 시절 법무부 장관과 대법원장을 배출할 만큼 영향력있는 모임으로 성장했는데, 한나라당과 보수 진영 측에서는 이런 배경이 강기갑 의원이나 PD수첩 사건의 무죄판결의 배경이 되었다며 우리법 연구회의 해체를 공식 요청하기로 하였다. 그러나 우리법연구회 회장을 지낸 문형배 부장판사는 "판사들의 학술연구단체에 대해 정치권에서 해체 논의를 한다는 것은 부적절하며, 대법원이 여러 절차를 거쳐 처리해야 할 문제"라며 해체하지 않을 것이라고 밝혔다. 또한 문판사는 "우리법연구회는 노태우 정부 때부터 있었던 모임이며 한나라당 의원을 지낸 사람도 이 모임 출신인데 우리를 좌편향이라고 주장하는 것은 이해할 수 없다"며 보수단체와 언론들의 주장을 일축했다. 보수 언론들은 이들 판결을 한 판사의 얼굴을 공개하여 이념몰이를 한다는 비판을 받았으며, 한나라당은 '판사들의 과거 인생과 자질을 검증하겠다'고 밝혀 우리법 연구회 논란을 넘어서 사법부 독립성 침해 논란이 일고있다. 그에 이용훈 대법원장은 "사법부의 독립을 지킬 것"이라며 불편한 심기를 드러냈다.
그러나 이용훈 대법원장은 “법원에 이런 단체가 있어서는 안된다. 젊은 판사들은 모르겠지만 부장판사 등 연장자들은 탈퇴하는 것이 좋겠다”고 했다
추미애 법무부 장관이 검찰총장의 징계 청구 사유로 제시된 문건에서 "우리법연구회 출신이지만 합리적"이라는 문구가 있어 우리법연구회에 대해 검찰의 시각을 드러냈다.